# 후치가키역
후치가키역(일본어: 淵垣駅)은 일본 교토부 아야베시에 위치한 서일본 여객철도 마이즈루 선의 철도역이다. 단선 승강장 1면 1선의 구조를 갖춘 지상역이다.

## 이용 현황
| 승차 인원 추이 | 승차 인원 추이 |
| 연도           | 1일 평균       |
| -------------- | -------------- |
| 1999           | 101            |
| 2000           | 88             |
| 2001           | 104            |
| 2002           | 104            |
| 2003           | 93             |
| 2004           | 110            |
| 2005           | 126            |
| 2006           | 140            |
| 2007           | 118            |
| 2008           | 115            |
| 2009           | 99             |
| 2010           | 99             |
| 2011           | 96             |
| 2012           | 96             |
| 2013           | 107            |
| 2014           | 132            |

## 역 주변
- 아야베 공업 단지

## 역사
- 1960년 3월 29일 : 국철 마이즈루 선의 아야베 역 - 우메자코 역 간에 신설 개업. 여객 영업만.
- 1987년 4월 1일 : 일본국유철도 분할 민영화에 의해, 서일본 여객철도가 승계.
- 1991년 4월 1일 : 마이즈루 철도부 발족에 의해, 그 관할로 함.
- 2006년 7월 1일 : 마이즈루 철도부 폐지에 의해, 후쿠치야마 지사로 이관되어, 니시마이즈루 역의 피관리역으로 됨.

## 인접 역
| 서일본 여객철도 마이즈루 선 | 서일본 여객철도 마이즈루 선 | 서일본 여객철도 마이즈루 선  |
| --------------------------- | --------------------------- | ---------------------------- |
| 아야베 아야베 방면          | ■ 마이즈루 선               | 우메자코 히가시마이즈루 방면 |